# Potshot
Potshot ist eine japanische Ska-Punk-Band aus Tokio.

## Geschichte
Die sechsköpfige Band – darunter zwei Bläser – hat sich 1995 gegründet und zwei Jahre später ihr Debütalbum bei Asian Man Records sowie TV-Freak Records veröffentlicht. Bis zur Auflösung 2005 erschienen insgesamt sieben Studioalben. 2015 kam es zur Reunion inkl. einer weiteren Studioaufnahme, dem Minialbum Do It Again With Potshot.

## Stil
Zac Johnson von All Music bezeichnete den Sound als „unique“, erkannte aber Gemeinsamkeiten mit Künstlern wie Screeching Weasel, Operation Ivy und Bad Manners.

## Diskografie (Auswahl)
- 1997: Pots and Shots (Asian Man Records, California Roll, TV-Freak Records)
- 1999: Rock'n'Roll (Asian Man Records, TV-Freak Records)
- 1999: Til I Die (Asian Man Records, TV-Freak Records)
- 2000: A-GoGo (Asian Man Records, TV-Freak Records)
- 2000: Potshot - The Peacocks (Split-EP mit The Peacocks, Leech Records)
- 2002: Dance to the Potshot Record (TV-Freak Records)
- 2003: Six Potshot Rockers (TV-Freak Records)
- 2003: Potshot Is My Everything ~ Singles 1996-2003 (Kompilation, TV-Freak Records)
- 2005: Beat Goes On (TV-Freak Records)
- 2005: Potshot Forever -Best And Rarities- (Kompilation, TV-Freak Records)
- 2015: Do It Again with Potshot (Minialbum, TV-Freak Records)